# Христосы на паперти
«Кузя УО и Христосы на паперти» — музыкальный арт-проект Константина «Кузи УО» Рябинова, воплощенный в форме экспериментальной музыки и индустриального авангарда.

## История
В 1989 году Константин Рябинов записал дебютный альбом проекта — «Трам-та-ра-ра-ра-рам», представляющий собой смесь нойз-рока, хардкор-панка и грайндкора.
В это время Егор Летов создал проект «Коммунизм», в рамках которого на тот момент было записано всего два альбома: «На советской скорости» и «Сулейман Стальский». Проект находился в застое, однако спустя год был издан альбом «Трам-та-ра-ра-ра-рам». Участники «Коммунизма» начали экспериментировать с собственным материалом, вследствие чего был записан альбом «Веселящий газ».
1990-й стал годом окончания многих проектов лейбла «ГрОб-рекордс». Егор Летов распустил группу «Гражданская Оборона», записав последний альбом «Инструкция по выживанию», завершил проект «Коммунизм» альбомом «Хроника пикирующего бомбардировщика», не стал исключением и проект «Христосы на паперти». Кузя Уо вместе с Егором Летовым записали последний альбом «Движение вселенское сие», материалом которого служили песни Рябинова, написанные им в разное время его творческого пути.
Хотя альбомы были записаны в 1989-м и в 1990-м, а второй альбом вообще не выходил в виде магнитоальбома, отреставрированы и выпущены они были в 1996 году компанией Manchester Files.
В 1999 году состоялось концертное выступление, в котором принимали участие Егор Летов, Александр Андрюшкин, Евгений Пьянов, Наталья Чумакова.
В 2019 году альбомы «Трам-та-ра-ра-ра-рам» и «Движение вселенское сие» были отреставрированы Дмитрием Коевым и выпущены на лейбле «Выргород»

## Бывшие участники
- Константин «Кузя УО» Рябинов — бэк-вокал, вокал, гитары, нойз, ударные, бас, саксофон, гармоника (1988—1990, 1999)
- Егор Летов — бэк-вокал, гитары, нойз, металлофон, перкуссия, бас (1989—1990, 1999)
- Олег «Манагер» Судаков — вокал (1989)
- Игорь «Джефф» Жевтун — бас, гитара (1989)
- Аркадий Климкин — ударные (1989)
- Евгений «Махно» Пьянов — гитара (1999)
- Наталья Чумакова — бас (1999)
- Александр «Призрак Оперы» Андрюшкин — ударные (1999)

## Дискография
- «Трам-та-ра-ра-ра-рам» (1989/1996/2013/2019)
- «Движение вселенское сие» (1990/1996/2013/2019)